# Tipula (Lunatipula) vermooleni
Tipula (Lunatipula) vermooleni is een tweevleugelige uit de familie langpootmuggen (Tipulidae). De soort komt voor in het Palearctisch gebied.